# Federació Popular d'Estudiants de Jammu i Caixmir
Federació Popular d'Estudiants de Jammu i Caixmir. És una organització d'estudiants de Jammu i Caixmir, de posicions esquerranes. Dona suport al govern de l'estat.